# Avril 1756
Cette page présente les faits marquants du mois d'avril 1756.

## Événements
- 18 avril : la France envahit Minorque aux mains des Britanniques[1].
- 21 avril : prise de Port Mahon par le maréchal de Richelieu[2].